# Rainbow (Californie)
Pour les articles homonymes, voir Rainbow.
Rainbow est une census-designated place du comté de San Diego, dans l'État de Californie, aux États-Unis,. En 2020, elle compte une population de 1 884 habitants.